# Pierre Eichhorn
Jean Pierre Eichhorn (Luxemburg, 28 juli 1854) was een Belgisch schutter. 

## Levensloop
Eichhorn nam deel aan de Olympische Zomerspelen van 1900 in het onderdeel 'pistool'. Hij eindigde er 17e in de eindrangsschikking. Met het Belgisch team (voorts bestaande uit Alban Rooman, Émile Thèves, Victor Robert en Charles Lebègue) werd hij er vierde.